# Алексий (Кабалюк)
Схиархимандри́т Алекси́й (в миру Алекса́ндр Ива́нович Кабалю́к; 12 сентября 1877, Ясиня, Австро-Венгрия — 2 декабря 1947, Иза, Закарпатская область) — карпаторусский православный священнослужитель, миссионер и общественный деятель. Местночтимый святой Украинской Православной Церкви (Московского Патриархата), почитается как преподобный Алексий, карпаторусский исповедник.

## Биография

### Происхождение, юность
Александр Кабалюк родился 12 сентября 1877 года в селе Ясиня под Раховым в семье лесоруба. Родители мальчика, Иван Кабалюк и Анна Кульчицкая, были благочестивыми униатами-русофилами и назвали сына в честь святого князя Александра Невского. Он окончил церковно-приходскую школу и поступил послушником в греко-католический монастырь Кишь-Баранья. Но с детства душа его лежала к православию, он читал много литературы, стремился к знаниям о вере. Отслужив в армии, Александр решился связать свою жизнь с Церковью. Он отправился к прозорливому старцу Бескидского монастыря, который сказал ему, что он должен оставить мысли о женитьбе и посвятить себя служению Богу. У себя на родине Александр Кабалюк, после смерти отца ставший богатым хозяином, познакомился с человеком, который рассказал ему о православной вере, о святынях православия в России, подарил книгу Дмитрия Ростовского «Духовный алфавит». В 1905 году Кабалюк поехал в Россию, пробыл там недолго, но загорелся искренней привязанностью к православию и, вернувшись, стал проповедовать среди русинов. Через год он снова побывал в России, в Киеве, а затем совершил паломнические поездки в Почаев и Палестину.

### Переход в Православие, принятие монашества
В 1907 году на тайном собрании православного движения в селе Ильницы было решено отправить Александра Кабалюка на Афон, чтобы он привёз оттуда православные святыни. В 1908 году он добрался до Русского Свято-Пантелеимонова монастыря на Афоне, где, как оказалось, жил монах Вячеслав, русин из села Берёзова, который познакомил Александра с игуменом монастыря архимандритом Мисаилом (Сопегиным). После беседы с Александром Кабалюком, который рассказал о положении верующих в Карпатской Руси, архимандрит Мисаил собрал Собор старцев монастыря, на котором было принято решение присоединить его к Православной Церкви. В 1909 году в Хусте был собран очередной тайный съезд православных русинов. Ситуация в регионе накалялась — уже были попытки перехода крестьян в православие в нескольких деревнях, а жителям Изы и Великих Лучек путём тяжелейших испытаний переход удался. Несмотря на давление, оказываемое властями на симпатизирующих православию русинов, судебные процессы (самым громким из которых в Карпатской Руси на тот момент был первый Мармарош-Сиготский процесс 1904 года) и террор, количество православных увеличивалось. В этом году по предложению униатского священника-русофила Бачинского, служившего в Ясиня, было решено отправить Александра Кабалюка в Россию для получения священнического звания. Это стало возможно после того, как тщанием активного карпаторусского деятеля, внука Адольфа Добрянского, Алексея Геровского от епископа Холмского Евлогия было получено разрешение на обучение карпатороссов в двухклассной богословской школе при Яблочинском Свято-Онуфриевском монастыре. Александр Кабалюк вместе с несколькими другими юношами был отправлен в Россию при содействии дяди Геровского, А. С. Будиловича.
В Яблочинском монастыре Александр был пострижен в монашество с именем Алексий в честь Алексия, человека Божия и рукоположён в иереи. Затем он поехал на Афон, чтобы получить афонские документы, дающие ему возможность возвращения в Австро-Венгрию. Пробыв некоторое время на Афоне, он отправился к Константинопольскому патриарху в Константинополь. Патриарх выслушал рассказ о положении дел в Карпатской Руси, подтвердил удостоверение, выданное о. Алексию архимандритом Мисаилом, и выдал грамоту на греческом языке с благословением на служение.

### Миссионерская деятельность, преследование
Вернувшись на родину к великому посту 1911 года как помощник Мишкольцского протоиерея, отец Алексий устроил в Ясине домовую церковь, которую оборудовал складным иконостасом и другой церковной утварью, вывезенной из России, и помимо богослужебной деятельности работал простым точильщиком, не желая обременять прихожан. Его приезд вызвал озабоченность мадьярских жандармов, которым он предъявил грамоту патриарха. Они отослали эту грамоту в Будапешт, откуда было получено разрешение отцу Алексию служить в Ясине, не выезжая за пределы села. Но отец Алексий видел огромное количество православных русинов, нуждающихся в священнике, и постоянно предпринимал попытки выезжать в различные селения Закарпатья. Его множество раз арестовывали жандармы, но он не оставлял свою подвижническую деятельность и объехал множество деревень, в которых многие люди в первый раз видели православного священника. Он совершал требы, служил зачастую ежедневно по нескольку недель кряду. За это время в Мараморощине, по данным венгерской газеты, в православие перешло около 14 тысяч человек. Слава о православном батюшке разошлась по всей Карпатской Руси, чем были весьма обеспокоены власти. Слежка за отцом Алексием усилилась, и вскоре он практически не мог продолжать свою деятельность. Он был вынужден уехать в Россию, а затем в Америку, где совместно с священником Александром Хотовицким окормлял общину американских карпатороссов. Но в 1913 году, когда он узнал о судебном процессе против православных крестьян-русинов, обвинённых в государственной измене (по которому сам о. Алексий проходил главным обвиняемым), он решил вернуться на родину, к своему народу, и сам сдался суду. Показательный процесс, основанный на провокационной деятельности и фальсификациях, длился два месяца. В итоге отец Алексий был приговорён к четырём годам и шести месяцам тюремного заключения и штрафу в 100 крон. Процесс вызвал резонанс во всём славянском мире, в особенности в России. По его окончании император Николай II даровал Алексию Кабалюку золотой напрестольный крест.

### Развитие Православной Церкви в Карпатской Руси

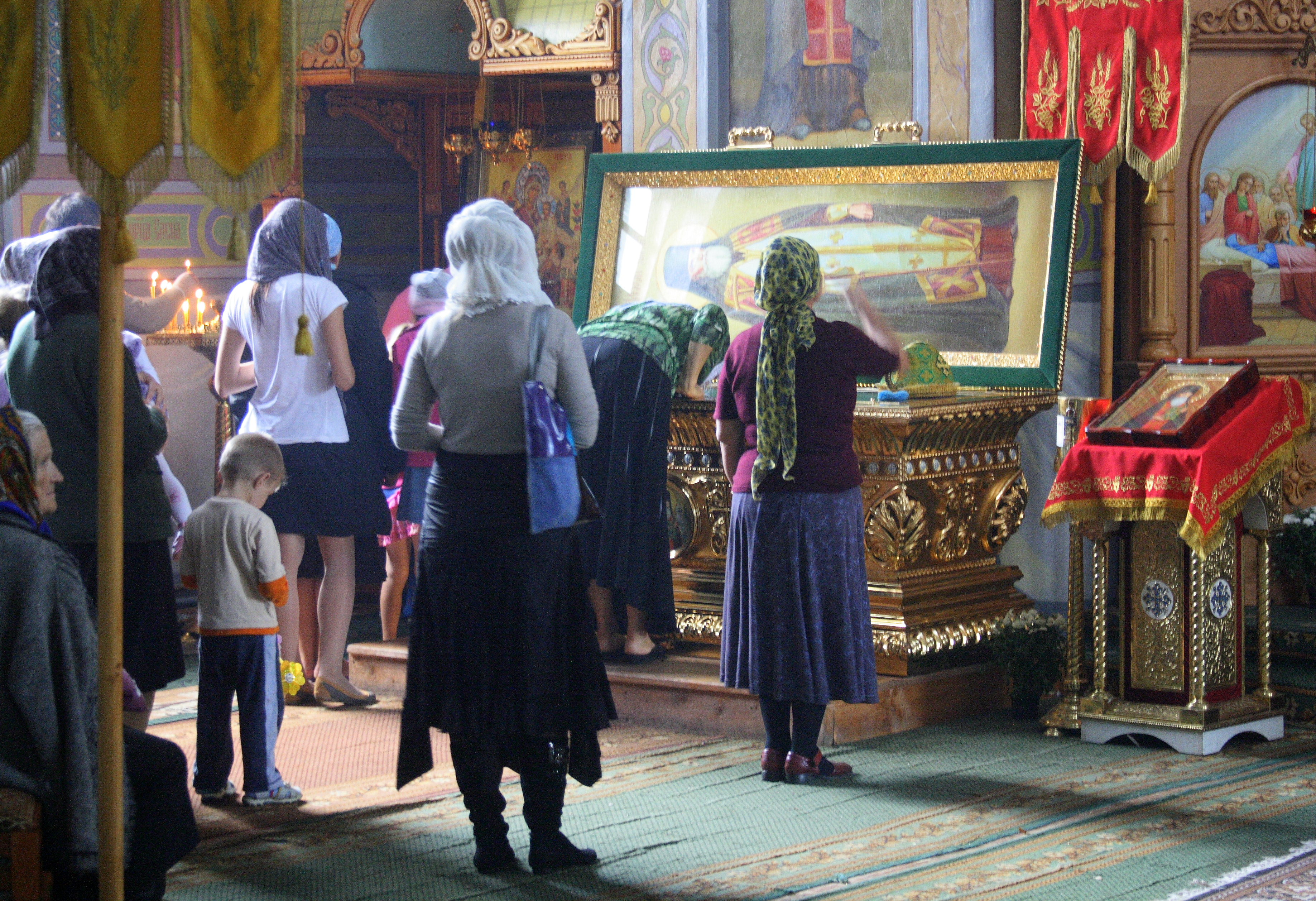
Рака с мощами Алексия Карпаторусского в селе Иза, Закарпатье

Выйдя из заключения, отец Алексий продолжил свою деятельностью по служению Богу и народу Карпатской Руси. Он до конца жизни остался в основанном им Свято-Никольском монастыре в селе Иза. В 1921 году Алексий Кабалюк открыл Собор Карпаторусской Православной Церкви, автономно существовавшей в составе Сербской Православной Церкви, на который съехалось около четырёхсот делегатов. На съезде был принят устав и официальное название — «Карпаторусская Православная Восточная Церковь». В этом же году Алексий Кабалюк был избран игуменом мужского монастыря в Изе, а в 1923 году — архимандритом. Затем епископ Досифей назначил отца Алексия председателем Духовной консистории и настоятелем прихода Хуста. Во время «Савватийского раскола», направленного на отделение Карпаторусской Церкви от Сербской, и переподчинения её «Чехословацкой Церкви», отец Алексей остался верен Сербской Церкви и преосвященному Досифею.
В 1944 году он стал инициатором организации Православного съезда в Мукачеве, на котором присутствовали многие известные карпаторусские священники, учёные и общественные деятели. Они составили обращение на имя Сталина, в котором просили включить Карпатскую Русь в состав Советского Союза как самостоятельную Карпаторусскую Республику. Кроме того, 23 священника, участвовавшие в съезде, подписали обращение к Священному синоду Русской православной церкви с просьбой о переходе Мукачевско-Пряшевской епархии в состав Московской патриархии. Также было принято решение направить в Москву делегацию русинов, возглавил которую карпаторусский учёный и общественный деятель Георгий Геровский. В СССР делегация была показательно радушно встречена, делегатов принял патриарх Алексий, на встрече с которым они ещё раз заявили о том, что они «решительно против присоединения нашей территории к Украинской ССР. Мы не хотим быть чехами, ни украинцами, мы хотим быть русскими (русинами) и свою землю желаем видеть автономной, но в пределах Советской России». Однако всё уже было предрешено, и никто в советском правительстве не собирался всерьёз рассматривать желания русинов, и Подкарпатская Русь была присоединена к Украинской ССР. Алексий Кабалюк очень тяжело воспринимал эти события. После вмешательства советской власти в церковные дела Карпатской Руси православие вновь оказалось под угрозой. Началось закрытие и разорение храмов, притеснение верующих, тотальная украинизация.

### Кончина, прославление

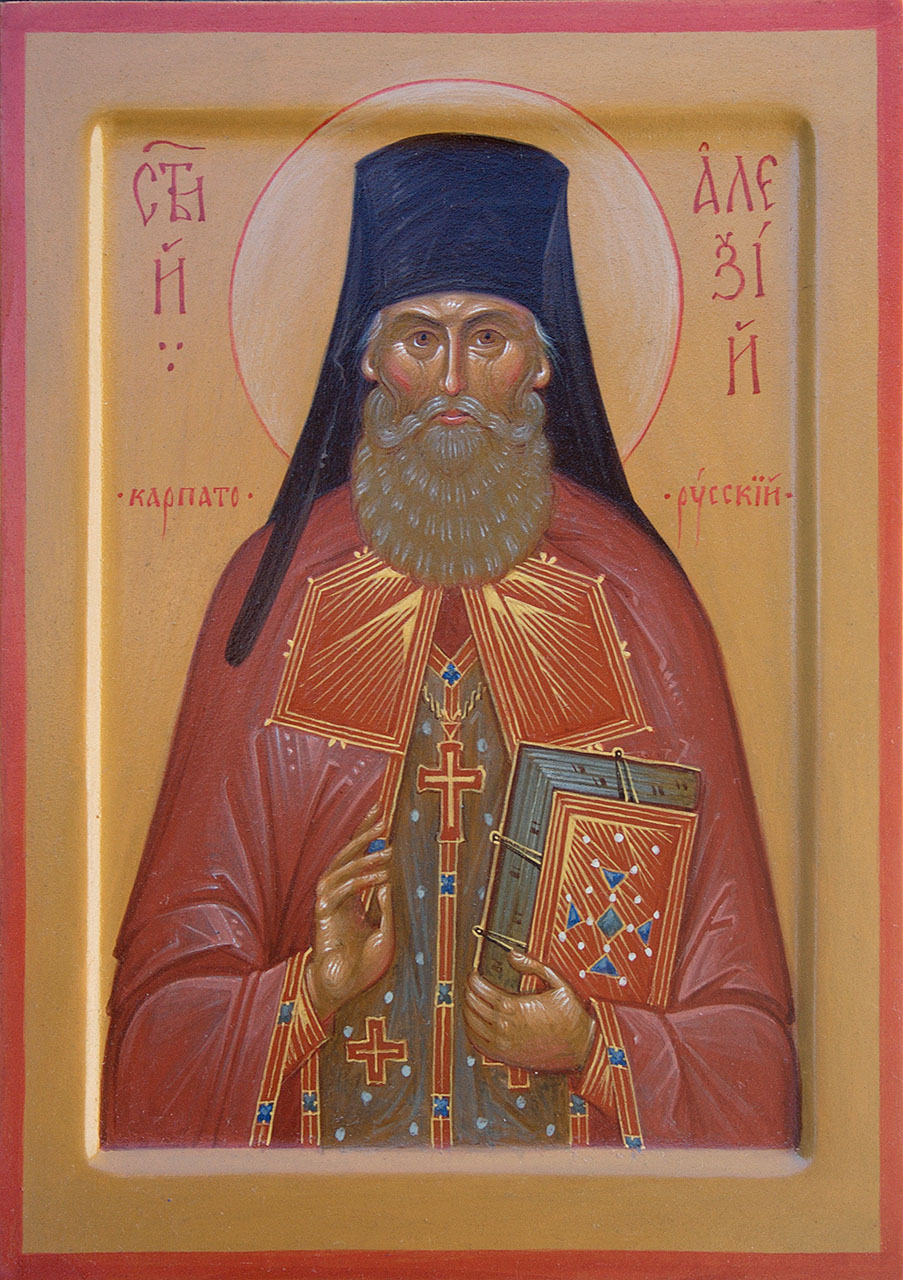
Преподобный Алексий Карпаторусский. Икона, Преображенский В., Мукачево, 2015

Архимандрит Алексий скончался 2 декабря (19 ноября по старому стилю) 1947 года, приняв схиму. Похоронен он был на братском кладбище Свято-Никольского монастыря в Изе.
В 1999 году были обнаружены практически нетленные мощи схиархимандрита Алексия.
21 октября 2001 года в Никольском монастыре вела Иза-Карпутлаш состолость прославление его в лике местночтимых святых. Праздничное богослужение возглавил Предстоятель Украинской православной церкви митрополит Киевский и всея Украины Владимир (Сабодан). Ему сослужили митрополит Черновицкий и Буковинский Онуфрий (Березовский), архиепископ Ивано-Франковский и Коломыйский Николай (Грох), архиепископ Хмельницкий и Шепетовский Антоний (Фиалко), епископ Хустский и Виноградовский Иоанн (Сиопко), епископ Вышгородский Павел (Лебедь), епископ Мукачевский и Ужгородский Агапит (Бевцик), епископ Почаевский Владимир (Мороз), духовенство Хустской, Мукачевской и других епархий УПЦ.